# أحقاف الروزات
أحقاف الروزات هي إحدى القرى التابعة لشعبية الجبل الأخضر في شمال شرق ليبيا، تقع أحقاف الروزات حوالي 23 كم شمال شرقي مدينة البيضاء.

## روابط خارجية
- خريطة القمر الصناعي في Maplandia.com